# Sciora Dafora
Sciora Dafora är en bergstopp i Schweiz.   Den ligger i regionen Maloja och kantonen Graubünden, i den sydöstra delen av landet, 180 km öster om huvudstaden Bern. Toppen på Sciora Dafora är 3 169 meter över havet, eller 100 meter över den omgivande terrängen. Bredden vid basen är 0,59 km.
Terrängen runt Sciora Dafora är huvudsakligen mycket bergig. Runt Sciora Dafora är det glesbefolkat, med 10 invånare per kvadratkilometer.. Närmaste större samhälle är Sils-Segl Maria, 17,2 km nordost om Sciora Dafora. 
Trakten runt Sciora Dafora består i huvudsak av gräsmarker.